# The Hardest Part (Noah Cyrus)
The Hardest Part è l'album in studio di debutto della cantautrice statunitense Noah Cyrus, pubblicato il 16 settembre 2022 da Columbia Records. È stato preceduto dai singoli I Burned LA Down, Mr. Percocet, Ready to Go e Every Beginning Ends.
The Hardest Part è stato sviluppato con il produttore Mike Crossey, noto per le sue collaborazioni con Wolf Alice e Arctic Monkeys. Lavorando con lui, Cyrus ha detto:
.

## Promozione
Il singolo principale dell'album I Burned LA Down è stato pubblicato l'8 aprile 2022, insieme a un video musicale. La canzone è una ballata country pop e indie folk che contrasta il dolore di una rottura con il terrore per la stagione degli incendi in California e il cambiamento climatico. La canzone è stata accompagnata da un video musicale "apocalittico" che vede Cyrus in piedi "statuaria" mentre le fiamme la circondano. Ha eseguito la canzone su Jimmy Kimmel Live! il 20 aprile 2022.
Mr. Percocet è stato pubblicato come secondo singolo dall'album il 13 maggio 2022, insieme al video musicale. Quest'ultimo mostra una ballata country pop su una relazione tossica influenzata dall'abuso di sostanze. In un post su Twitter, Cyrus ha affermato di aver iniziato a usare farmaci da prescrizione come xanax e percocet nel 2018 e ha sviluppato una dipendenza, esacerbata dallo stress causato dalla pandemia di COVID-19, anche se alla fine ha smesso nel dicembre 2020.
Il 24 giugno 2022 Cyrus ha pubblicato Ready to Go come terzo singolo dell'album. Descrivendolo come un "cugino" della sua canzone del 2019 July a causa delle loro somiglianze tematiche, dicendo "riguardano persone diverse, trame completamente diverse e ognuna fa emergere ricordi ed emozioni diversi" e che "In un certo senso, io vedo molta crescita in me stessa da quello che ero allora e da quello che sono ora, ma allo stesso tempo è ancora impossibile per me allontanarmi dalle persone che amo, anche quando è dannoso per me stessa".
Il 26 agosto, Cyrus pubblicò Every Beginning Ends, con Benjamin Gibbard come singolo a sorpresa.
Per promuovere l'album, Cyrus intraprese il suo primo tour mondiale in assoluto a partire da agosto 2022.

## Tracce
1. Noah (Stand Still) – 3:55
2. Ready to Go – 3:07
3. Mr. Percocet – 3:13
4. Every Beginning Ends (featuring Benjamin Gibbard) – 2:30
5. Hardest Part – 3:43
6. I Just Want a Lover – 3:21
7. Unfinished – 3:53
8. My Side of the Bed – 3:06
9. I Burned LA Down – 3:15
10. Loretta’s Song – 3:41